# Apprendimento personalizzato
Apprendimento personalizzato è una tecnica pedagogica che mira ad adattare gli ambienti, i percorsi e gli approcci didattici ai bisogni, alle potenzialità e alle aspettative dei singoli individui che apprendono. Le tecnologie contribuiscono al processo di personalizzazione offrendo soluzioni che consentono di gestire in modo flessibile percorsi, ambienti e strumenti.

## Storia
L'apprendimento personalizzato è stato definito in diversi modi da vari autori. Di seguito è proposto un excursus cronologico a partire dai primi autori che hanno utilizzato il termine "personalizzazione".
- H. Parkhurst e il piano Dalton (Dalton e New York, intorno agli Anni 1920): ispirato al lavoro di Maria Montessori e di John Dewey, il Piano Dalton ha lo scopo di promuovere l'autonomia e il senso di fiducia degli studenti in modo da potenziare le loro competenze sociali e il loro senso di responsabilità. Ogni studente può programmare il proprio curriculum secondo i propri bisogni, interessi e abilità.
- C. Washburne e il piano Winnetka (Winnetka, sempre intorno agli anni '20): ancora una volta ispirato a J.Dewey il piano Winnetka si propone di ampliare l'esperienza educativa includendo in essa attività creative volte allo sviluppo delle competenze sociali ed emotive. Il tipo di programma utilizzato nel piano Winnetka diventerà noto in seguito come "Istruzione Programmata".
- E. Claparède in L'école sur mesure (1920): agli alunni viene data la possibilità di scegliere liberamente fra una serie di attività proposte dall'insegnante, al fine di migliorare la crescita intellettuale, sociale e morale, sviluppando la propria personalità in modo completo[1].
- W. H. Kilpatrick e il "Project Method" (pubblicato nel 1918): il metodo di Kilpatrik pone l'alunno al centro del processo di apprendimento che si realizza attraverso attività di problem setting e problem solving. L'intervento del docente è minimizzato, il suo ruolo è di facilitatore: piuttosto che elargire informazioni e conoscenze, incoraggia l'autodecisione e l'autocontrollo dell'alunno.
- B. S. Bloom e l'apprendimento per padronanza (1968): il Mastery learning è un metodo di istruzione che parte dal presupposto che tutti gli studenti possono apprendere se hanno a disposizione appropriate condizioni di apprendimento. In modo particolare, il Mastery learning, tradotto letteralmente "apprendimento per padronanza", richiede agli studenti di seguire un percorso propedeutico in cui non è possibile passare ad una fase più complessa se prima non si è dimostrato di aver acquisito una sufficiente competenza nell'unità di apprendimento in corso.
- H. Gardner (anni ottanta): nella Teoria delle intelligenze multiple, Gardner sostiene che gli uomini hanno diversi modi di apprendere e di elaborare le informazioni, indipendenti l'uno dall'altro. Questa concezione si pone in alternativa all'idea generale di un'unica forma di intelligenza che è il risultato di una serie di abilità correlate e che è misurabile attraverso la formula del Quoziente Intellettivo.
- Fred Simmons Keller (metà Anni '60): il Sistema di Istruzione Personalizzata proposto da Keller imposta il compito dell'istruzione sulla base dei fabbisogni formativi degli studenti, consentendo loro di lavorare in modo autonomo ai moduli formativi. Il metodo si basa sul riconoscimento dei ritmi individuali di apprendimento: la durata del compito è quella necessaria all'acquisizione della competenza secondo i ritmi di ciascuno studente. Il Sistema di Istruzione Personalizzata presenta inoltre alcuni elementi in comune con il costruttivismo sociale: agli studenti viene chiesto di lavorare in gruppo e di fornire l'un l'altro supporto fra pari, con la supervisione di un facilitatore che risponde a domande sui contenuti di apprendimento.
- J. Bruner (anni sessanta): sebbene Bruner non usi esplicitamente il termine "personalizzazione", il suo approccio autobiografico fornisce molti spunti per l'educazione degli adulti e ha diversi punti in comune con l'idea di personalizzazione dell'apprendimento. Secondo il suo approccio, l'esperienza dell'individuo e il contesto culturale entro il quale esso apprende costituiscono parte fondante delle strategie e degli stili di apprendimento. Bruner attribuisce grande importanza al linguaggio, assegnandogli la funzione di esplicitare le conoscenze. La competenza narrativa è quindi una competenza di base, per le esperienze di apprendimento, in quanto consente all'individuo di narrarsi e di collocarsi nel mondo e di dargli un significato. L'esperienza dell'auto-narrazione rende gli individui consapevoli della loro identità e si presenta come una base di partenza per la progettazione futura[2].
- I. G. Hoz : il primo studioso ad utilizzare il termine "personalizzazione" nel contesto delle Scienze dell'Educazione, il suo lavoro più importante è "Educazione Personalizzata" pubblicato nel 1981.

Il termine "personalizzare" è stato usato nel 2004 in Inghilterra da David Miliband in un discorso nel quale affermò: "l'apprendimento personalizzato è la via verso la quale le nostre migliori scuole adattano la formazione al fine di assicurare che ogni ragazzo raggiunga i migliori standard possibili. Il nostro compito è di rendere questa pratica universale". Questo discorso era guidato dal desiderio generale del Governo in carica (Tony Blair – Partito Laburista) di riorganizzare i servizi formativi. Blair, preoccupato per la perdita di credibilità delle istituzioni pubbliche, proponeva in questo modo nuove strategie per aumentare la fiducia nel settore pubblico. Questa riorganizzazione ha principalmente significato un passaggio da un'offerta generalizzata dei servizi da parte dello Stato, ad un approccio basato sui reali interessi e sulle attività dei cittadini. Parti di questa riorganizzazione appaiono allineate con le nuove politiche che enfatizzano il ruolo dei mercati e del settore privato nel soddisfare i fabbisogni sociali.
Il dottor David Hargreaves pone invece l'attenzione sul processo piuttosto che sul prodotto. Hargreaves ha tentato di definire questa idea stabilendo nove passaggi per la personalizzazione dell'apprendimento: la voce dello studente; la valutazione degli apprendimenti; l'apprendere ad apprendere; le nuove tecnologie; il percorso di apprendimento; l'orientamento e l'informazione; le azioni di supporto e di coaching; lo sviluppo delle forze lavoro; l'organizzazione e la pianificazione del Sistema scuola.
Charles Leadbeater ha contribuito alla definizione del termine "personalizzazione" attraverso delle indicazioni per la personalizzazione dei servizi pubblici nel Regno Unito. Una premessa posta da Leadbeater (2004a) è quella di considerare il sistema educativo come un insieme di indicazioni, comportamenti e segnali condivisi socialmente che dirigono gli attori in un determinato contesto: l'alunno entra in classe, si siede al proprio banco insieme ad altri compagni, ascolta l'insegnante che spiega la lezione, sostiene un'interrogazione o un esame, viene giudicato e passa al livello successivo stabilito dal proprio percorso formativo. Allo studente è solo richiesto di rispettare i ruoli predeterminati, motivo per cui “le dinamiche con cui i servizi sono forniti al cittadino hanno bisogno di essere riscritte” (Leadbeater, 2004a, p.38).
Un primo passo consisterebbe nel riorganizzare i processi di apprendimento-insegnamento per renderli partecipati. Occorre dare agli studenti più scelta tra i vari servizi da utilizzare e più responsabilità in fase di utilizzo. I docenti devono informare sulle possibilità di sviluppo offerte da un determinato corso di studio, diventando consiglieri e facilitatori che non devono fornire il servizio direttamente ma devono coinvolgere e responsabilizzare gli utenti nella realizzazione e nel funzionamento del percorso d'apprendimento. Per far crescere il potenziale di scelta è necessario dare agli studenti e alle loro famiglie la possibilità di decidere quali e quante risorse finanziarie destinare al sistema. In questo modo docenti ed amministratori sarebbero chiamati ad assumere il ruolo di consiglieri che aiutano gli utenti a capire il modo migliore per impiegare le risorse da destinare all'educazione e alla formazione.
Migliorare l'accesso ai percorsi formativi e aumentare la possibilità di scelta sui servizi da parte dell'utenza, non è ancora sufficiente per ripensare il sistema educativo e personalizzarlo al massimo. Gli studenti e le loro famiglie devono partecipare alla costruzione e alla gestione dei servizi, principio che sancisce l'importanza fondamentale della co-progettazione nel regolare la forma, lo sviluppo e l'erogazione dei servizi in ambito formativo. Leadbeater (2004a) indica le caratteristiche che il servizio pubblico dovrebbe avere per garantire un'esperienza di apprendimento personalizzata:
- la consultazione intima, in cui i docenti attraverso il dialogo lavorano con gli studenti e le loro famiglie per rendere manifesti i loro problemi, le loro preferenze e le loro aspirazioni;
- la scelta allargata, in base alla quale i docenti e gli altri professionisti dell'educazione devono ampliare le possibilità di scelta da parte dello studente rispetto a come soddisfare i propri bisogni e non possono limitarsi a proporre solo i servizi che la propria organizzazione offre;
- la voce potenziata, che rafforza e sblocca la voce delle persone perché si permette loro di fare paragoni tra le alternative e le si aiuta ad articolare le proprie preferenze;
- la partnership di forniture, in cui le diverse organizzazioni educative, coinvolte in un network, devono lavorare in partnership e ciascuna ha il compito di contribuire alla promozione e alla realizzazione di attività di apprendimento;
- l'advocacy, per cui i docenti insieme ai professionisti dell'istruzione e della formazione devono proteggere gli interessi degli studenti, sviluppando rapporti che manifestino un reale interesse verso i propri studenti;
- la coproduzione, per cui gli studenti devono diventare più coinvolti, attivi e responsabili rispetto all'erogazione del servizio;
- il finanziamento, che deve seguire le scelte degli studenti, in alcuni casi questi potrebbero anche avere a disposizione i fondi per pagare direttamente le offerte di apprendimento utilizzate.

Il modello di personalizzazione proposto da Leadbeater afferma quindi che gli studenti non possono più rimanere dipendenti dai docenti, in quanto devono chiedere, porsi degli interrogativi e cercare le soluzioni migliori. Essi non dovrebbero continuare ad essere semplici consumatori della conoscenza trasmessa dal docente, ma essere maggiormente implicati e responsabilizzati nella partecipazione e nella co-progettazione del servizio richiesto.
Il dottor David Hopkins considera l'apprendimento personalizzato uno dei principali pilastri della riforma, mentre il dottor Michael Fullan ricorda che negli Stati Uniti il concetto di apprendimento personalizzato è più comunemente associato con l'istruzione differenziata.

## Definizioni
Il termine "personalizzazione" deve essere distinto dal termine "differenziazione", in relazione all'opportunità di scelta che viene offerta allo studente rispetto a cosa apprendere, quando e come. La frase che spesso viene utilizzata per descrivere l'apprendimento "any time, any place or any way" non indica necessariamente un'illimitata possibilità di scelta, poiché chi apprende ha comunque degli obiettivi da raggiungere. Comunque, è possibile offrire a chi apprende l'opportunità nel modo che preferisce e che ritiene più adatto ai propri stili e alle proprie attitudini di apprendimento.
Talvolta "personalizzazione" è impropriamente utilizzato come sinonimo di "individualizzazione": i due termini hanno due distinte implicazioni pedagogiche.
L'individualizzazione si riferisce all'insieme delle strategie didattiche che intendono garantire agli studenti il raggiungimento degli stessi obiettivi di apprendimento, con ritmi differenti, in tempi diversi, e modalità diverse rispetto agli stili cognitivi. L'insegnante (o il computer) gestisce e sceglie la migliore soluzione per chi apprende.
La personalizzazione intende valorizzare il potenziale cognitivo di chi apprende, la sua biografia, l'intelligenza, la sensibilità e le competenze (incluse quelle emotive) che caratterizzano ciascun individuo in quanto persona, al fine di raggiungere una forma di eccellenza cognitiva, sviluppando tutte le proprie attitudini, capacità e talenti. I risultati e gli obiettivi di apprendimento saranno quindi diversi per ciascuno studente, e non sarà possibile stabilirli dall'inizio dell'apprendimento. Non è tanto la tipologia di competenze da acquisire ad influire sui risultati, ma il diverso grado di abilità nell'utilizzo di queste stesse competenze. Chi apprende, guidato da chi insegna, è un co-designer attivo dell'esperienza e del percorso di apprendimento.

### Differenze tra individualizzazione e personalizzazione
Individualizzazione
- Stessi obiettivi per tutti
- Applicazione di differenti strategie didattiche per acquisire le competenze chiave
- La proposta curriculare è definita dallo staff educativo
- Valorizzazione della dimensione cognitiva di chi apprende
- Valorizzazione delle precedenti conoscenze e competenze, formali e non
- La capacità di autodirezione di chi apprende è secondaria
- L'insegnante ha un ruolo chiave

Personalizzazione
- Obiettivi differenti per ognuno
- Applicazione di differenti strategie didattiche per promuovere il potenziale personale
- Chi apprende partecipa attivamente alla costruzione del proprio percorso
- Valorizzazione di tutte le dimensioni dell'alunno, non solo quella cognitiva
- Valorizzazione delle precedenti conoscenze, competenze e abilità, formali e non
- L'autodirezione è una capacità fondamentale
- Il tutor ha un ruolo chiave

L'approccio dialogico è decisivo nella personalizzazione, come pure il costruttivismo cognitivo sociale. Un esempio efficace in tal senso è quello dei learning logs che supportano lo sviluppo delle strategie di pensiero e delle competenze di apprendimento. Nonostante l'apprendimento personalizzato possa realizzarsi in ambienti tradizionali come quelli della scuola, questo concetto include ogni esperienza di apprendimento che può realizzarsi ovunque. L'apprendimento personalizzato può essere il risultato di un'attività in partnership con altri studenti, come accade nei lavori di gruppo o nelle attività di ricerca su temi specifici. In questo caso l'apprendimento "anywhere, anytime, anyplace" può essere interpretato alla luce delle nuove forze di globalizzazione che stanno influenzando il trend educativo, in cui tempi, spazi e ritmi sono virtualizzati e la distanza è azzerata.
Le tecnologie dell'informazione e della comunicazione possono essere validi strumenti per la personalizzazione dell'apprendimento in quanto consentono a chi apprende di accedere alle fonti di informazione, forniscono strumenti e supporti alla comunicazione che consentono il dialogo e il dibattito, così come la visualizzazione dei risultati di apprendimento. In ogni caso, l'apprendimento personalizzato non è appannaggio esclusivo delle tecnologie o degli ambienti virtuali.

## Dibattito
L'apprendimento personalizzato rappresenta un recente argomento di dibattito nel settore dell'Educazione. Sia nel Regno Unito dal 2006, sia in Canada dal 2010 alcuni educatori e formatori temono che questo approccio possa diminuire le dimensioni relazionali e etiche della funzione educativa. Il tema generale del dibattito è che l'agenda dell'apprendimento personalizzato ruota sempre più attorno alle opportunità offerte dagli strumenti digitali. I dottori Andy Hargreaves e Dennis Shirley, inoltre, mettono in guardia rispetto ai potenziali aspetti negativi di alcune dimensioni dell'apprendimento personalizzato nel loro libro The Fourth Way: The Inspiring Future for Educational Change, dove affermano che, mentre ci sono dei vantaggi nel fatto che gli studenti possano accedere alle informazioni in modo immediato e online, non si deve commettere l'errore di scambiare questo processo come "qualcosa di più profondo, più stimolante e connesso alle appassionanti sfide del loro mondo e delle loro vite".
Anche in Italia si è sviluppato, nel corso degli anni, un intenso dibattito riguardo alla personalizzazione inerente sia al significato stesso del termine, sia in merito a possibili limiti dell'approccio.
Claudia Montedoro usa i termini individualizzazione e personalizzazione come sinonimi, riferendosi ad un percorso formativo finalizzato ad adattare le azioni didattiche ed educative alle caratteristiche individuali degli studenti in modo da supportarli nel miglioramento delle loro possibilità. La studiosa afferma che un percorso di apprendimento personalizzato/individualizzato dovrebbe essere personalizzato secondo le specifiche caratteristiche degli studenti, formalizzato attraverso un accordo, monitorato per tutta la durata del percorso di apprendimento e capace di aumentare le competenze di base, trasversali e specifiche degli studenti.
Per raggiungere questi obiettivi, il percorso di apprendimento individualizzato/personalizzato deve promuovere l'auto-osservazione, l'auto-direzione in azione, l'orientamento, il confronto tra pari e la condivisione delle conoscenze..
Marco Guspini, esperto di apprendimento degli adulti, definisce la personalizzazione come la valorizzazione del potenziale che ognuno può esprimere, attraverso una completa condivisione, un'interazione collaborativa e non competitiva, una partecipazione empatica all'intero processo di sviluppo. Questo richiede l'acquisizione di competenze strategiche come l'auto-valutazione, l'auto-orientamento, la gestione delle emozioni negative, l'attitudine collaborativa e tutte le competenze che esprimono una piena consapevolezza e fiducia in sé stessi. Secondo Guspini, personalizzare significa utilizzare un ampio gruppo di strategie che permettono di valorizzare la biografia, le intelligenze, le sensibilità e le competenze che caratterizzano ogni persona, affinché questa possa raggiungere una forma di eccellenza cognitiva sviluppando al meglio le proprie capacità e i propri talenti.
Mario Martinelli, professore presso l'Università di Torino, distingue individualizzazione da personalizzazione. Egli riferisce l'individualizzazione alle teorie attiviste, elaborate all'inizio del XX secolo, da Montessori, Decroly, Freinet, Dewey e Claparede. Martinelli definisce la personalizzazione come la risposta pedagogica alle richieste di promozione dei processi di apprendimento, dei percorsi di formazione, soluzioni didattiche rispettose delle specificità individuali e delle differenti motivazioni, interessi, competenze, capacità, stili cognitivi, attitudini, caratteri, biografie, esperienze di apprendimento, di ogni studente. Questo significa organizzare tutte le attività didattiche e formative in modo da promuovere il miglior sviluppo delle capacità di ogni studente. La personalizzazione intende offrire a tutti la stessa opportunità di apprendimento, in modo da contenere lo svantaggio professionale e l'abbandono scolastico, sviluppando competenze meta-cognitive di auto-riflessione, consapevolezza, auto-apprendimento e orientamento professionale. Martinelli specifica che la personalizzazione deve essere distinta dall'individualismo. La personalizzazione è il punto di equilibrio tra le specifiche caratteristiche della cultura individuale e di appartenenza, tra il processo di apprendimento personale e la costruzione sociale della conoscenza. In accordo con questa definizione, la personalizzazione si basa sul riconoscimento delle differenze come un valore. Differenze che devono essere identificate e conosciute, in modo da differenziare i percorsi di apprendimento, ma in un contesto di solidarietà, collaborazione, interessi comuni, pari rispetto e supporto. Ogni componente del gruppo di apprendimento contribuisce in modo differente alla comune costruzione della conoscenza. Personalizzare significa, in accordo con Martinelli, pianificare le attività di apprendimento basate sui bisogni di apprendimento e gli interessi di ogni studente e di tutto il gruppo degli studenti, negoziando il consenso tra gli studenti e i professori e la condivisione del significato condiviso dell'esperienza di apprendimento.
Secondo Benedetto Vertecchi, personalizzare un percorso di apprendimento significa adattare gli obiettivi formativi ai risultati che si prevede che ogni studente sia capace di raggiungere e quindi adattare gli scopi formativi ai successi previsti. In tal senso mette in guardia dalla funzione predittiva della valutazione: un'assunzione deterministica legherebbe i risultati raggiungibili da ogni studente alle sue caratteristiche individuali. Questo accade, secondo Vertecchi, quando per esempio i professori osservano uno studente che apprende con difficoltà e tendono a ridurre le loro aspettative di successo per quello studente, senza approfondire le cause delle difficoltà di apprendimento. Vertecchi ipotizza che questo approccio potrebbe essere apparentemente realistico se confrontato con l'approccio di individualizzazione, che pretende di permettere a tutti di raggiungere gli stessi risultati. Tuttavia, se un insegnante ha basse aspettative riguardo ad uno studente, probabilmente quest'ultimo raggiungerà risultati più bassi di quelli previsti, con una tendenza a peggiorare.
I diversi interlocutori partecipanti al dibattito sull'apprendimento personalizzato sono d'accordo nell'affermare che le scuole e le istituzioni formative dovrebbero diventare più flessibili e adattarsi in risposta ai diversi interessi e fabbisogni degli studenti. Essi concordano sul grande potenziale rappresentato dalle nuove tecnologie della comunicazione; tuttavia, le loro opinioni differiscono sulle ragioni che li conducono a criticare le scuole e i percorsi formativi tradizionali, come pure rispetto al livello di fiducia che hanno nel ruolo delle tecnologie nell'età contemporanea.
Il documento pubblicato nel 2006 dall'OECD sulla Personalizzazione dei Sistemi Scolastici ben riassume questo dibattito, che attualmente si è arricchito anche grazie alle attività di ricerca finanziate dai fondi comunitari. È il caso per esempio della ricerca realizzata nel biennio 2010-2011 nell'ambito del Progetto Europeo Grundtvig LEADLAB – Leading Elderly and Adult Development LAB  Leading Elderly and Adult Development Laboratory, su leadlab.euproject.org (archiviato dall'url originale l'8 agosto 2011). 
In questo progetto, i partner, provenienti da differenti Stati Europei (Italia, Francia, Germania, Finlandia, Grecia, Spagna e Svizzera) hanno proposto una definizione comune e condivisibile, a livello europeo, del termine personalizzazione, nel contesto della NVAE – Non Vocational Adult Education (Educazione non Professionale degli Adulti). Questa definizione comune non si basa su modelli teorici, ma è fornita a partire dalle esperienze dei vari Paesi.
La definizione emersa dal lavoro di ricerca evidenzia le seguenti caratteristiche comuni:
- Coinvolgimento di tutte le dimensioni di chi apprende (cognitive, sociali, emotive);
- Potenziamento della consapevolezza del processo di apprendimento;
- Sviluppo dell'autoregolazione del processo di apprendimento;
- Co-progettazione del percorso di apprendimento;
- Sviluppo del processo di auto-valutazione;
- Sfide di apprendimento piuttosto che obiettivi di apprendimento;
- Percorsi di apprendimento invece di curriculum predefiniti o programmi di formazione;
- Risultati potenzialmente raggiungibili non definibili a priori.

In linea con questa definizione, i partner del progetto LEADLAB hanno proposto un modello europeo integrato di personalizzazione e delle linee guida per applicarlo.
Sempre nel framework delle ricerche finanziate dall'Unione europea, il Progetto di trasferimento dell'innovazione Leonardo Da Vinci, – Innovation Transfer in continuous education of an integrate model Based on Personalization and digital portfolio (LLP-LDV-TOI-10IT479) adatta e trasferisce il modello di personalizzazione nell'educazione professionale e nei sistemi di formazione degli adulti, tramite il supporto e l'utilizzo del digital portfolio. L'elemento innovativo risiede in una duplice applicazione dell'idea di personalizzazione dell'apprendimento attraverso le tecnologie e in una dimensione collettiva.